# Crécy-sur-Serre
Crécy-sur-Serre és un municipi francès situat al departament de l'Aisne i a la regió dels Alts de França. L'any 2007 tenia 1.480 habitants.

## Demografia

### Població
El 2007 la població de fet de Crécy-sur-Serre era de 1.480 persones. Hi havia 569 famílies de les quals 178 eren unipersonals (85 homes vivint sols i 93 dones vivint soles), 125 parelles sense fills, 181 parelles amb fills i 85 famílies monoparentals amb fills.
La població ha evolucionat segons el següent gràfic:
Habitants censats

### Habitatges
El 2007 hi havia 657 habitatges, 582 eren l'habitatge principal de la família, 14 eren segones residències i 61 estaven desocupats. 534 eren cases i 122 eren apartaments. Dels 582 habitatges principals, 363 estaven ocupats pels seus propietaris, 207 estaven llogats i ocupats pels llogaters i 11 estaven cedits a títol gratuït; 4 tenien una cambra, 51 en tenien dues, 93 en tenien tres, 141 en tenien quatre i 293 en tenien cinc o més. 324 habitatges disposaven pel capbaix d'una plaça de pàrquing. A 286 habitatges hi havia un automòbil i a 181 n'hi havia dos o més.

### Piràmide de població
La piràmide de població per edats i sexe el 2009 era:
| Homes | Edats   | Dones |
| ----- | ------- | ----- |
| 0     | 95 o +  | 4     |
| 8     | 90 a 94 | 32    |
| 12    | 85 a 89 | 24    |
| 4     | 80 a 84 | 12    |
| 24    | 75 a 79 | 48    |
| 36    | 70 a 74 | 28    |
| 32    | 65 a 69 | 36    |
| 28    | 60 a 64 | 44    |
| 28    | 55 a 59 | 36    |
| 44    | 50 a 54 | 48    |
| 48    | 45 a 49 | 44    |
| 64    | 40 a 44 | 60    |
| 36    | 35 a 39 | 60    |
| 76    | 30 a 34 | 56    |
| 60    | 25 a 29 | 60    |
| 49    | 20 a 24 | 32    |
| 52    | 15 a 19 | 52    |
| 36    | 10 a 14 | 60    |
| 44    | 5 a 9   | 60    |
| 24    | 0 a 4   | 64    |

## Economia
El 2007 la població en edat de treballar era de 904 persones, 653 eren actives i 251 eren inactives. De les 653 persones actives 564 estaven ocupades (298 homes i 266 dones) i 89 estaven aturades (44 homes i 45 dones). De les 251 persones inactives 78 estaven jubilades, 71 estaven estudiant i 102 estaven classificades com a «altres inactius».

### Ingressos
El 2009 a Crécy-sur-Serre hi havia 573 unitats fiscals que integraven 1.365 persones, la mediana anual d'ingressos fiscals per persona era de 15.410 €.

### Activitats econòmiques
Dels 66 establiments que hi havia el 2007, 1 era d'una empresa extractiva, 3 d'empreses alimentàries, 1 d'una empresa de fabricació d'altres productes industrials, 7 d'empreses de construcció, 14 d'empreses de comerç i reparació d'automòbils, 3 d'empreses de transport, 5 d'empreses d'hostatgeria i restauració, 1 d'una empresa d'informació i comunicació, 6 d'empreses financeres, 5 d'empreses immobiliàries, 3 d'empreses de serveis, 12 d'entitats de l'administració pública i 5 d'empreses classificades com a «altres activitats de serveis».
Dels 18 establiments de servei als particulars que hi havia el 2009, 1 era una gendarmeria, 1 oficina de correu, 2 oficines bancàries, 1 taller de reparació d'automòbils i de material agrícola, 2 autoescoles, 1 paleta, 1 guixaire pintor, 1 fusteria, 3 lampisteries, 2 perruqueries i 3 restaurants.
Dels 9 establiments comercials que hi havia el 2009, 1 era un hipermercat, 1 una botiga de més de 120 m², 3 fleques, 1 una peixateria, 1 una llibreria, 1 una botiga de material de revestiment de parets i terra i 1 una joieria.
L'any 2000 a Crécy-sur-Serre hi havia 14 explotacions agrícoles.

## Equipaments sanitaris i escolars
Els 2 equipaments sanitaris que hi havia el 2009 eren farmàcies.
El 2009 hi havia 1 escola maternal i 1 escola elemental. Crécy-sur-Serre disposava d'un col·legi d'educació secundària amb 313 alumnes.

## Poblacions més properes
El següent diagrama mostra les poblacions més properes.